# Miralem Sulejmani
Miralem Szulejmani (szerbül: Миралем Сулејмани) (Belgrád, 1988. december 5.) szerb válogatott labdarúgó, pontosabban támadó szellemű szélső. Profi karrierjét a belgrádi FK Partizan csapatánál kezdte 2005-ben. Egy év múlva átigazolt Hollandiába, az SC Heerenveen csapatához, de 2 év után már az Ajax Amsterdam csapatánál folytatta karrierjét. 2015 és 2022 között a Young Boysban játszott.
A válogatottban először 2008 februárjában lépett pályára egy Macedónia elleni barátságos mérkőzésen. Első gólját pedig 2012. szeptember 11-én, a 2014-es vb egyik selejtezőmérkőzésén lőtte Wales ellen.

## Pályafutása

### Fiatalkor
Szulejmani első klubja fiatalkorában a belgrádi BSK Batajnica volt. Itt egészen 2000-ig folytatta a labdarúgást. Ezután átkerült az ugyancsak belgrádi Partizan Belgrád ificsapatába. Itt egészen 2005-ig volt az ificsapat tagja.

### Partizan Belgrád
A 2005–06-os szezonban már bekerült az elsőcsapat keretébe. Nem sikerült nagyon jól a bemutatkozása, mivel a szezonban csak egy mérkőzésen lépett pályára. A következő, 2006–07-es szezonban pályára sem lépett. Ennek ellenére őt tartották a szerb labdarúgás legújabb tehetségének. Ennek gyorsan meg is lett az eredménye. Több holland klub - AZ, FC Groningen, SC Heerenveen - az Eredivisie-ből is felfigyelt a fiatal szerb játékosra. Végül az SC Heerenveen lett a befutó, 2006. december 6-án Sulejmani aláírta a szerződést és januárban csatlakozott is klubhoz.

### SC Heerenveen
Bár az átigazolás egyszerűen történt, többen vitatott lépésnek tartották. Végül a Partizan Belgrád csapata és a Szerb labdarúgó-szövetség utolsó ülésén a szövetség felfüggesztette Szulejmani játékjogát 2007. május 11-ig. A Heerenveen fellebbezést nyújtott be a FIFA-nál. Az elsődleges ítélettel megszüntették a felfüggesztést de a második döntésük viszont ismét a felfüggesztés mellett volt. Emiatt 2007. május 13-ig váratott magára a debütálás. Ekkor a Heerenveen ificsapatában mutatkozott be a Heracles Almelo ificsapata ellen. Ezt 3:0-ra megnyerték és ehhez Sulejmani is hozzájárult egy gólpasszal. Első mérkőzését a felnőttcsapatban július 7-én játszotta le. Ez csak egy tét nélküli barátságos mérkőzés volt egy holland amatőrklub, az SV Lelystad'67 ellen. Megnyerték 0:3-ra és itt lőtte be Sulejmani első gólját.
Első tétmérkőzéses debütálására augusztus 17-ig kellett várni. Ez a 2007-08-as szezon nyitómérkőzése volt a Willem II Tilburg ellen, 0:0-val végződött. A második fordulóban meg is szerezte az első bajnoki gólját. Az Amsterdam Arenában az Ajax elleni 4:1-re elveszített mérkőzésen. A szezon elég szegényesen kezdődött a csapat számára, körülbelül a hetedik fordulónál indult be a játék. A szezon első felében a szerb több poszton is játszott, hogy Afonso Alves eligazolása után hogyan fogja tudni őt pótolni. A széleken vált be leginkább, 4 gólig és 5 gólpasszig jutott. A tizedik fordulóban, hazai pályán az ő góljával győzték le a PSV Eindhoven csapatát. Miután januárban Alves eligazolt a Middlesbrough csapatához, Szulejmani vette át a helyét a támadásoknál. Nagyon jól pótolta a brazilt. Miután végetért a szezon, ők az ötödik helyen zártak. Sulejmani mindegyik mérkőzésen pályára lépett és ő lett a csapat házi gólkirálya. Összesen 15 gólt és 10 gólpasszt szerzett 34 mérkőzés alatt. Ebben az idényben ő nyerte meg az "Év Tehetsége" díjat. A díj elnyerése után egy műfüves focipályát ajándékozott a szülővárosának.
A Heerenveen az ötödik helyen zárta a szezont. Ezzel még esélyük volt bejutni a BL-selejtezőkörébe. A rájátszás első mérkőzésén az Ajax-al csaptak össze. Miután mindkét mérkőzést elveszítették 5:2-es összkülönbséggel, a másik vesztes NAC Bredával csaptak össze az UEFA-kupába való bekerülésért. Sikerült is nekik. Sulejmani nem tudott egyik rájátszásban sem pályára lépni, mivel az utolsó bajnokin kapott sérülése nem javult.
A lenyűgöző debütáló szezonja miatt több csapat is felfigyelt rá. Az Eredivisie-ból az Ajax, a Feyenoord és a PSV is érdeklődését fejezte ki iránta, a Premier League-ből pedig a Chelsea. Végül az Ajax lett a befutó.

### AFC Ajax

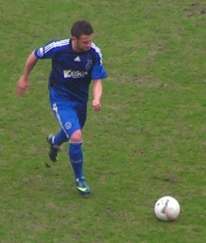
Sulejmani az Ajax játékosaként

2008. július 4-én fejeződött be a spekuláció, Szlejmani átigazolásával kapcsolatban. Ekkor jelentette be az Ajax, hogy megkötötték a szerződést. Az amszterdami csapat 16,25 millió €-t fizetett ki a szerb támadóért. Ez lett az eddigi legdrágább átigazolás a holland piacon belül. Sulejmani 5 évre írt alá. Egy interjúban azt állította, hogy ő maga sem tudott arról, hogy az Ajax ennyit fizetett ki érte. Augusztus 3-án debütált először, egy barátságos mérkőzésen az angol Sunderland ellen.
Az első tétmérkőzése, amelyet új klubjában játszott a 2008–09-es szezon első fordulójában volt. Az edző, Marco van Basten alapembernek tekintette őt. Leginkább szélsőként játszott de még az irányító középpályás szerepét is kipróbálta. Olyan társai voltak a támadásban mint Huntelaar vagy Suarez. Augusztus 30-án a Willem II otthonában kezdett az Ajax. Annak ellenére, hogy 2:1-re kikaptak Szulejmani már az első mérkőzésén megszerezte első bajnoki gólját. Az első szezonjában nem teljesített rosszul. 27 bajnoki mérkőzést játszott le és ezeken 8 gólt és 7 gólpasszt szerzett. Emellett még játszott 6 mérkőzést az UEFA-kupában. A szerb Borac 1:4-es legyőzésekor megszerezte élete első gólját is az európai porondon.
A következő, 2009–10-es szezon már nem alakult számára ennyire jól. Ennek ellenére már az első fordulóban megszerezte első idei gólját az FC Groningen ellen. 2009 júliusában edzőcsere történt a csapatnál. Marco van Bastent az ugyancsak holland Martin Jol váltotta. Egyrészt ennek is köze volt ahhoz, hogy Sulejmani sokkal kevesebb lehetőséget kapott. Az új edző nem volt nagyon megelégedve a szerb fizikumával. Jol elmondta, hogy számít Miralem-re de csak a cserepadon kapott nagyrészt helyet. A szezon első felében még általában minden mérkőzésen pályára lépett, de tavasszal már nagyon kevés lehetőséget kapott. Ugyanez volt a helyzet a Holland-kupában is. A bajnokságban összesen 17 mérkőzésen lépett pályára és csak 2 gólt tudott szerezni. Az európai porondon 9 mérkőzést játszott. Pályára lépett az Európa-liga minden csoportmérkőzésén és a kieséses szakaszban is a Juventus ellen. Az olaszok ellen szerzett is egy gólt. Az első mérkőzésen, Amszterdamban ő szerezte meg a vezetést az Ajax-nak. Ennek ellenére az Ajax kiesett, mivel a mérkőzést 1:2-re a Juventus nyerte és a visszavágón, Torinóban pedig 0:0 lett.
A 2010–11-es szezont majdnem az angol bajnokságban kezdte. Mivel a nyáron az Ajax és a West Ham United megállapodott Szulejmani 1 éves kölcsönbeadásáról. De mivel Angliában elutasították a szerb munkavállalási engedélyét, ezért nem jött létre belőle semmi. Maradt az Eredivisie-ben. Ebben a szezonban már újra sokkal több lehetőséget kapott. Bár decemberig általában csak csereként lépett pályára. Amikor december elején Martin Jol lemondott és Frank de Boer vette át a csapat irányítását, akkor lett a kezdőcsapat egyik alapembere. A játéka is jobb lett és sokkal gólveszélyesebb lett. Január 27-én a Holland-kupa negyeddöntőjében 2 gólt lőtt a NAC Breda ellen 4:1-re megnyert mérkőzésen. Miután a Bajnokok ligájából kiesett az Ajax, februárban az Európa-liga nyolcaddöntőjében az Anderlechtel csaptak össze. Mindkét mérkőzést az Ajax nyerte meg. A visszavágón, Amszterdamban Sulejmani góljaival nyertek 2:0-ra. Őt választották a "mérkőzés emberének". A szezont két nagyon fontos mérkőzéssel fejezték be. Május 8-án a Twente ellen ugyan elbukták a Holland-kupa döntőjét 3:2-re de egy héttel később viszont hazai pályán 3:1-re legyőzték őket a bajnokság utolsó fordulójában. Ezzel a győzelemmel megelőzték a Twente csapatát és megnyerték a bajnokságot. Miralem mindkét mérkőzésen nagyon jó volt és rászolgált első bajnoki címére.
A 2011–12-es szezont nagyon jól kezdte. A De Graafschap elleni 1:4-re megnyert nyitómérkőzésen őt választották csapata és az 1. forduló legjobbjának. A jó játéka mellett 2 góllal segítette csapatát a győzelemhez. Szeptember 14-én játszotta 30. nemzetközi kupamérkőzését a francia Olympique Lyon ellen. Ezen a BL-csoportmérkőzésen szenvedett el egy sérülést de szerencséjére 10 nap múlva már ismét pályára léphetett. A bajnokság első felében elég jól teljesített, 14 mérkőzésen 11 gólt szerzett. Viszont tavasszal már nem sikerült betalálnia. Március 4-én pedig véget is ért számára az idei szezon. A Roda Kerkrade elleni mérkőzésen szenvedett egy súlyos sérülést. A mérkőzés után megvizsgálták az orvosok és javaslatukra a szezon többi mérkőzésén már nem lépett pályára. Mivel az Ajax-nak sikerült a bajnoki címvédés, így Miralemnek is sikerült elnyernie második bajnoki címét csapatával.
Legközelebb nagyjából öt és fél hónap múlva augusztus 25-én, a következő - 2012–13-as - szezon harmadik fordulójában lépett pályára. Ezen a NAC Breda ellen 5:0-ra megnyert hazai mérkőzésen a második félidő közepén kapott lehetőséget. Szeptember 15-én, a bajnokság 5. fordulójában hazai pályán játszottak az RKC Waalwijk csapata ellen. Annak ellenére, hogy Sulejmani csak a második félidőben lépett csereként a pályára, ez karrierjének egy fontos mérkőzése volt mivel ekkor játszotta 100. bajnoki mérkőzését az Ajax csapatánál. Végül ebben a szezonban általában a Jong Ajax-ban játszott, a felnőttcsapatban pedig csak 5 bajnoki mérkőzésen lépett pályára. Ennek az oka az volt, hogy a csapat edzője, Frank de Boer nem volt megelégedve az idei teljesítményével. A bajnokságot - akárcsak az utóbbi két évben - idén is az Ajax nyerte, így Sulejmani ismét egy bajnokcsapat tagja volt. A szezon végén lejárt a szerződése és így 5 év után ingyen igazolhatott Portugáliába, a Benfica Lisszabon csapatához.

### Benfica Lisszabon
Első mérkőzését a Benfica-ban július 13-án játszotta. Ez egy felkészülési mérkőzés volt, a svájci Étoile Carouge FC ellen. Ezt a mérkőzést 6:1-re nyerte a lisszaboni csapat, Sulejmani pedig kétszer talált be.

### A válogatottban
A nemzeti válogatottban 2008. február 6-án debütált egy 1:1-re végződő barátságos mérkőzésen Macedónia ellen. Ezek után néha kapott lehetőséget a válogatottban de nem lett alapembere a szerb válogatottnak. Első válogatottbeli góljára 4 évet és 7 hónapot kellett várnia. Ezalatt összesen 8 alkalommal lépett pályára a válogatottban. 2012. szeptember 11-én, Sulejmani 9. válogatottbeli mérkőzésén belőtte a várva várt gól is. Ekkor a 2014-es világbajnokság selejtezőmérkőzésén léptek pályára Wales csapata ellen hazai pályán. Ezt 6:1-re megnyerték a szerbek és Sulejmani csereként pályára lépve a csapata utolsó gólját lőtte be.

## Statisztika
2013. június 14.
| Klub              | Szezon   | Bajnokság | Bajnokság | Kupa  | Kupa  | Szuperkupa | Szuperkupa | Európa | Európa | Összesen | Összesen |
| Klub              | Szezon   | Mérk.     | Gólok     | Mérk. | Gólok | Mérk.      | Gólok      | Mérk.  | Gólok  | Mérk.    | Gólok    |
| ----------------- | -------- | --------- | --------- | ----- | ----- | ---------- | ---------- | ------ | ------ | -------- | -------- |
| Partizan Belgrád  | 2005–06  | 1         | 0         | 0     | 0     | 0          | 0          | 0      | 0      | 1        | 0        |
| Partizan Belgrád  | Összesen | 1         | 0         | 0     | 0     | 0          | 0          | 0      | 0      | 1        | 0        |
| SC Heerenveen     | 2006–07  | 0         | 0         | 0     | 0     | 0          | 0          | 0      | 0      | 0        | 0        |
| SC Heerenveen     | 2007–08  | 34        | 15        | 2     | 1     | 0          | 0          | 2      | 0      | 38       | 16       |
| SC Heerenveen     | Összesen | 34        | 15        | 2     | 1     | 0          | 0          | 2      | 0      | 38       | 15       |
| AFC Ajax          | 2008–09  | 27        | 8         | 0     | 0     | 0          | 0          | 7      | 1      | 34       | 10       |
| AFC Ajax          | 2009–10  | 17        | 2         | 4     | 0     | 0          | 0          | 10     | 1      | 31       | 3        |
| AFC Ajax          | 2010–11  | 32        | 8         | 6     | 3     | 1          | 0          | 14     | 2      | 53       | 13       |
| AFC Ajax          | 2011–12  | 22        | 11        | 1     | 0     | 1          | 0          | 8      | 1      | 32       | 12       |
| AFC Ajax          | 2012–13  | 5         | 0         | 2     | 0     | 0          | 0          | 1      | 0      | 8        | 0        |
| AFC Ajax          | Összesen | 103       | 29        | 13    | 3     | 2          | 0          | 40     | 5      | 158      | 38       |
| Benfica Lisszabon | 2013–14  | 0         | 0         | 0     | 0     | 0          | 0          | 0      | 0      | 0        | 0        |
| Benfica Lisszabon | Összesen | 0         | 0         | 0     | 0     | 0          | 0          | 0      | 0      | 0        | 0        |
| ÖSSZESEN          | ÖSSZESEN | 138       | 44        | 15    | 4     | 2          | 0          | 42     | 6      | 197      | 54       |

## Sikerei, díjai

### Csapat
AFC Ajax
- Bajnoki cím (3x): 2011, 2012, 2013
- Holland kupagyőzelem (1x): 2010

### Egyéni
- Az Eredivisie Év-tehetsége: 2008